# Subresidència de la Costa Nord d'Atjeh
La subresidència de la Costa Nord d'Atjeh fou una entitat administrativa dins el govern d'Atjeh a Sumatra.
El 1886 formaven la residència els següents estats:
- Pedir (dins la federació de Pedir)
- Gighen (dins la federació de Gighen)
- Pakan Baroe (dins la federació de Pedir)
- Ajer Leboe/Ijer Leboe (dins la federació de Pedir)
- Endjoeng (dins la federació de Pedir)
- Pantai Radja (dins la federació de Pedir)
- Merdoe
- Samalanga
- Pasangan (dins la federació de Pasai)
- Kloempang Doewa (dins la federació de Pasai)

El 1933 estava format pels següents estats feudataris:
- Baju
- Blangmangat
- Blangme
- Bluëk
- Geudong
- Glumpangdua
- Keureutu
- Kruëngpase
- Lhokseumawe
- Mantangkuli
- Nisam (3 km²)
- Peusangan
- Peutu
- Samakurok
- Samalanga
- Sawang (5 km²)
- Tjunda